# Kiełb Kesslera
Kiełb Kesslera (Romanogobio kesslerii) – gatunek słodkowodnej ryby z rodziny karpiowatych (Cyprinidae).

## Charakterystyka
Osiąga 12–15 cm długości. Ciało wydłużone, wrzecionowate. Długa, zaostrzona głowa z dużymi oczami, jej spodnia strona jest pokryta łuskami. Otwór gębowy w położeniu dolnym zaopatrzony w jedną parę wąsików, sięgających nieco za tylną krawędź oka. Grzbiet szarawy, pokryty niewyraźnymi, ciemnymi plamami. Boki szarosrebrzyste, brzuch biały. Na płetwach grzbietowej i ogonowej występuje do 3 rzędów ciemnobrązowych lub czarnych plamek.
Żywi się drobnymi bezkręgowcami i glonami. Gatunek bez znaczenia gospodarczego.

## Występowanie
Rzeki: Dunaj, Dniestr, górna Wisła, San, Wisłok, Czarna Orawa i Warta. Żyje stadnie w chłodnych, szybko płynących rzekach.

## Ochrona
Na terenie Polski gatunek był objęty ścisłą ochroną gatunkową. Od 2014 r. podlega ochronie częściowej. Umieszczony w Polskiej czerwonej księdze zwierząt.